# Lokomotivbau Karl Marx

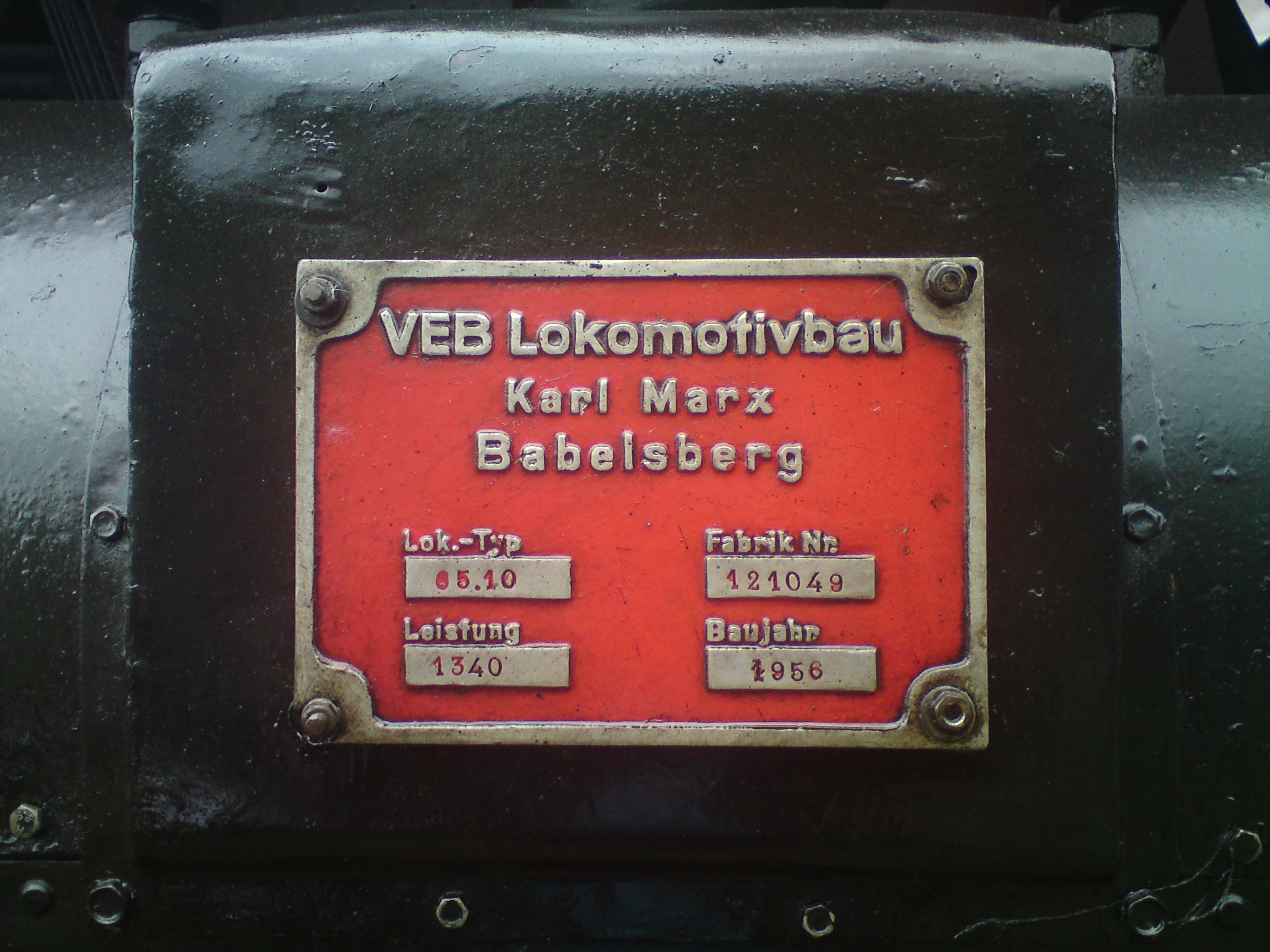
Plaque de l'usine sur une locomotive à vapeur.

Lokomotivbau Karl Marx est une ancienne usine allemande de construction de matériel ferroviaire située à Babelsberg, entre Berlin et Potsdam. C'est une usine du constructeur Orenstein & Koppel, nationalisée en 1948, à l'époque de la RDA. Elle a fermé en 1992.

## Locomotives préservées
Liste (non exhaustive) des locomotives LKM préservées en France :
- Voie de 60
  - Ns2f (n°248797 - 1957) - Collection privée (Bordeaux)
  - Ns2f (n°248894 - 1957) - CFTT (voie de 50) [1]
  - V10C (n°250554 - 1973) - APEMVE
- Voie métrique
  - V10C (n°250435 - 1967) - AAPA - restauré[2]
  - V10C (n°250566 - 1973) - ACFCdN - restauré[3]
- Voie normale
  - V22B (n°262411 - 1972) - CFTR